# Gabriel Byrne
Gabriel James Byrne (Dublin, 1950. május 12. –) Golden Globe-díjas ír színész, forgatókönyvíró és filmproducer.

## Élete és pályafutása
1962-ben még egy papneveldében tanult. Diplomáját a Dublini Egyetemen szerezte.
1979-ben lett színész. Jim Sheridan dublini színházában dolgozott. Az első komolyabb filmes szerepe az Excalibur volt 1981-ben. A sikert a Coen testvérek 1930-as években játszódó filmje, A halál keresztútján hozta meg számára, amely 1990-ben készült el.

## Magánélete
A színész a Nagyra törő álmok című film forgatásán ismerte meg Ellen Barkin színésznőt 1987-ben, akit 1988-ban feleségül is vett. 10 évig éltek együtt.

## Filmográfia

### Film
Filmproducer
| Év   | Magyar cím            | Eredeti cím                | Megjegyzések                            |
| ---- | --------------------- | -------------------------- | --------------------------------------- |
| 1992 | Irány a nyugat        | Into the West              | társproducer                            |
| 1993 | Apám nevében          | In the Name of the Father  | vezető producer                         |
| 1996 | Az utolsó nagy király | The Last of the High Kings | - forgatókönyvíró - vezető társproducer |
| 1996 |                       | Somebody Is Waiting        | koproducer                              |
| 1996 |                       | Dr Hagard's Disease        | vezető producer                         |
| 1998 |                       | The Brylcreem Boys         | koproducer                              |
| 2000 | Mambómánia            | Mad About Mambo            | vezető producer                         |
| 2018 | Örökség               | Hereditary                 | vezető producer                         |
| 2019 |                       | Land Without God           | vezető producer                         |

Filmszínész
| Év   | Magyar cím                             | Eredeti cím                              | Szerep                             | Magyar hang            |
| ---- | -------------------------------------- | ---------------------------------------- | ---------------------------------- | ---------------------- |
| 1978 |                                        | On a Paving Stone Mounted                | ismeretlen szerep                  |                        |
| 1979 |                                        | The Outsider                             | ismeretlen szerep                  |                        |
| 1981 | Excalibur                              | Excalibur                                | Uther Pendragon                    | Balkay Géza            |
| 1981 | Excalibur                              | Excalibur                                | Uther Pendragon                    | Borbiczki Ferenc       |
| 1983 |                                        | Hanna K.                                 | Joshua Herzog                      |                        |
| 1983 | Az erőd                                | The Keep                                 | Erich Kaempffer SS-Sturmbannführer |                        |
| 1984 |                                        | Reflections                              | William Masters                    |                        |
| 1985 | A birodalom védelme                    | Defence of the Realm                     | Nick Mullen                        | Sebestyén András       |
| 1986 | Gótika, avagy a szellem éjszakája      | Gothic                                   | Lord Byron                         | Mihályi Győző          |
| 1986 | Gótika, avagy a szellem éjszakája      | Gothic                                   | Lord Byron                         | Széles László          |
| 1987 |                                        | Lionheart                                | A Fekete Herceg                    |                        |
| 1987 | Visszajátszás                          | Hello Again                              | Dr. Kevin Scanlon                  |                        |
| 1987 |                                        | Giulia e Giulia                          | Paolo Vinci                        |                        |
| 1987 | Nagyra törő álmok                      | Siesta                                   | Augustine                          |                        |
| 1988 | A futár                                | The Courier                              | Val                                | Balázsi Gyula          |
| 1989 |                                        | A Soldier's Tale                         | Saul                               |                        |
| 1989 |                                        | Diamond Skulls                           | Lord Hugo Bruckton                 |                        |
| 1990 | A halál keresztútján                   | Miller's Crossing                        | Tom Reagan                         | Gáti Oszkár            |
| 1990 | A nagy hajótörés                       | Haakon Haakonsen                         | John Merrick hadnagy               | Sörös Sándor           |
| 1990 | A nagy hajótörés                       | Haakon Haakonsen                         | John Merrick hadnagy               | Juhász György          |
| 1992 | Irány a nyugat                         | Into the West                            | Reilly papa                        | Selmeczi Roland        |
| 1992 | Huncut világ                           | Cool World                               | Jack Deebs                         | Vass Gábor             |
| 1993 | A bérgyilkosnő                         | Point of No Return                       | Bob                                | Helyey László          |
| 1993 | Veszélyes nő                           | A Dangerous Woman                        | Colin Mackey                       | Vass Gábor             |
| 1993 | Veszélyes nő                           | A Dangerous Woman                        | Colin Mackey                       | Damu Roland            |
| 1994 | A sors kegyeltje                       | A Simple Twist of Fate                   | John Newland                       | Rosta Sándor           |
| 1994 | Esküdt ellenség                        | Trial by Jury                            | Daniel Graham                      | Dunai Tamás            |
| 1994 | Kisasszonyok                           | Little Women                             | Friedrich Bhaer professzor         | Csuja Imre             |
| 1994 | Jütland hercege                        | Prince of Jutland                        | Fenge                              | Kálid Artúr            |
| 1995 | Közönséges bűnözők                     | The Usual Suspects                       | Dean Keaton                        | Haás Vander Péter      |
| 1995 | Halott ember                           | Dead Man                                 | Charlie Dickinson                  |                        |
| 1995 | A csillagok szerelmese                 | Frankie Starlight                        | Jack Kelly                         |                        |
| 1996 | Fegyvermánia                           | Mad Dog Time                             | Ben London                         | Dunai Tamás            |
| 1996 | Az utolsó nagy király                  | The Last of the High Kings               | Jack Griffin                       |                        |
| 1996 |                                        | Somebody Is Waiting                      | Roger Ellis                        |                        |
| 1997 | A hó hatalma                           | Smilla's Sense of Snow                   | Mérnök                             | Helyey László          |
| 1997 | Az erőszak vége                        | The End of Violence                      | Ray Bering                         | Szakácsi Sándor        |
| 1997 | Íme a tenger                           | This Is the Sea                          | Rohan                              |                        |
| 1998 |                                        | Polish Wedding                           | Bolek                              |                        |
| 1998 | A vasálarcos                           | The Man in the Iron Mask                 | D'Artagnan                         | Csernák János          |
| 1998 |                                        | The Brylcreem Boys                       | Sean O'Brien                       |                        |
| 1998 | A bűvös kard – Camelot nyomában        | Quest for Camelot                        | Sir Lionel (hangja)                | Haás Vander Péter      |
| 1998 | A bűvös kard – Camelot nyomában        | Quest for Camelot                        | Sir Lionel (hangja)                | Bognár Tamás           |
| 1998 | A közellenség                          | Enemy of the State                       | Ál-Brill                           | Jakab Csaba            |
| 1999 | Stigmata                               | Stigmata                                 | Andrew Kiernan atya                | Szervét Tibor          |
| 1999 | Ítéletnap                              | End of Days                              | A férfi / Sátán                    | Székhelyi József       |
| 2000 | Fordított kánon                        | Canone inverso                           | A hegedűs                          | Haás Vander Péter      |
| 2002 | Virginia futama                        | Virginia's Run                           | Ford Lofton                        |                        |
| 2002 | Pók                                    | Spider                                   | Bill Cleg                          | Sinkovits-Vitay András |
| 2002 | Célkeresztben                          | Emmett's Mark                            | Jack Marlow / Stephen Bracken      | Jakab Csaba            |
| 2002 |                                        | Horses: The Story of Equus               | narrátor (hangja)                  |                        |
| 2002 | A szellemhajó                          | Ghost Ship                               | Sean Murphy kapitány               | Dörner György          |
| 2003 | A nagy trükk                           | Shade                                    | Charlie Miller                     | Szakácsi Sándor        |
| 2004 | Hiúság vására                          | Vanity Fair                              | Steyne márki                       | Jakab Csaba            |
| 2004 | Utóirat: Szeretlek                     | P.S.                                     | Peter Harrington                   | Sörös Sándor           |
| 2004 | Szent Lajos király hídja               | The Bridge of San Luis Rey               | Juniper atya                       | Fodor Tamás            |
| 2005 | A 13-as rendőrőrs                      | Assault on Precinct 13                   | Marcus Duvall százados             | Benkő Péter            |
| 2005 | Gyerekkorom Afrikában                  | Wah-Wah                                  | Harry Compton                      | Végvári Tamás          |
| 2006 |                                        | Played                                   | Eddie                              |                        |
| 2006 | Vízbe fojtott bűnök – Jindabyne        | Jindabyne                                | Stewart Kane                       | Fazekas István         |
| 2007 | Érzelmi számtan                        | Emotional Arithmetic                     | Christopher Lewis                  | Végvári Tamás          |
| 2008 | Könnyű zsákmány                        | 2:22                                     | Swain nyomozó                      |                        |
| 2009 | A vérdíj                               | Perrier's Bounty                         | A Kaszás (hangja)                  | Sörös Sándor           |
| 2009 |                                        | Leningrad                                | Phillip Parker                     |                        |
| 2012 | Bennfentes játék                       | Le Capital                               | Dittmar Rigule                     | Máté Gábor             |
| 2012 | Én, Anna                               | I, Anna                                  | Bernie Reid nyomozó                |                        |
| 2013 | Csak egy pillantás                     | Le Temps de l'aventure                   | Doug                               | Kőszegi Ákos           |
| 2013 |                                        | All Things to All Men                    | Joseph Corsco                      |                        |
| 2014 | Vámpírakadémia                         | Vampire Academy                          | Victor Dashkov                     | Jakab Csaba            |
| 2015 | A harminchármak                        | The 33                                   | André Sougarret                    | Dunai Tamás            |
| 2015 | Hétköznapi titkaink                    | Louder Than Bombs                        | Gene Reed                          | Jakab Csaba            |
| 2015 |                                        | Nadie quiere la noche                    | Bram Trevor                        |                        |
| 2016 |                                        | Carrie Pilby                             | Mr. Daniel Pilby                   |                        |
| 2016 |                                        | No Pay, Nudity                           | Lawrence Rose                      |                        |
| 2017 | Pszichiáter a világ ellen              | Mad to Be Normal                         | Jim                                |                        |
| 2017 |                                        | Lies We Tell                             | Donald                             |                        |
| 2018 |                                        | In the Cloud                             | Doc Wolff                          |                        |
| 2018 |                                        | An L.A. Minute                           | Ted Gold                           |                        |
| 2018 | Örökség                                | Hereditary                               | Steve Graham                       | Jakab Csaba            |
| 2020 | Elveszett lányok                       | Lost Girls                               | Richard Dormer                     | Seress Zoltán          |
| 2020 |                                        | Death of a Ladies' Man                   | Samuel O'Shea                      |                        |
| 2022 |                                        | Murder at Yellowstone City               | James Ambrose seriff               |                        |
| 2022 | Lamborghini − A férfi a legenda mögött | Lamborghini: The Man Behind the Legend   | Enzo Ferrari                       | Jakab Csaba            |
| 2022 | A kisfiú, a vakond, a róka és a ló     | The Boy, the Mole, the Fox and the Horse | Ló (hangja)                        |                        |
| 2023 | Előbb táncolj!                         | Dance First                              | Samuel Beckett                     |                        |
| 2024 |                                        | Four Letters of Love                     | Muiris Gore                        |                        |
| 2025 | Balerina                               | From the World of John Wick: Ballerina   | Kancellár                          | Sörös Sándor           |

Dokumentumfilmek – narrátor
- 1998: Pirates
- 2002: Horses: The Story of Equus (rövidfilm)
- 2003: Flight from Death: The Quest for Immortality
- 2008: Butte, America: The Saga of a Hard Rock Mining Town
- 2018: Atlantic Salmon: Lost at Sea

### Televízió
| Év        | Magyar cím                 | Eredeti cím                        | Szerep                   | Megjegyzések                                              |
| --------- | -------------------------- | ---------------------------------- | ------------------------ | --------------------------------------------------------- |
| 1978–1979 |                            | The Riordans                       | Pat Barry                | 5 epizód                                                  |
| 1980–1982 |                            | Bracken                            | Pat Barry                | 12 epizód                                                 |
| 1981      |                            | Strangers                          | Johnny Maguire           | 1 epizód                                                  |
| 1981      | Nagy Sándor nyomában       | The Search for Alexander the Great | Ptolemaiosz              | minisorozat (4 epizód)                                    |
| 1982      |                            | Joyce in June                      | Keogh / Blazes Boylan    | tévéfilm                                                  |
| 1983      |                            | Wagner                             | Karl Ritter              | minisorozat (3 epizód)                                    |
| 1985      | Kolumbusz                  | Christopher Columbus               | Kolumbusz Kristóf        | minisorozat (4 epizód)                                    |
| 1985      |                            | Mussolini: The Untold Story        | Vittorio Mussolini       | 6 epizód                                                  |
| 1993      |                            | Intimate Portrait                  | narrátor (hangja)        | 1 epizód                                                  |
| 1994      |                            | Screen Two                         | A jó tolvaj              | 1 epizód                                                  |
| 1995      | Vad nők                    | Buffalo Girls                      | Teddy Blue               | - minisorozat (2 epizód) - magyar hangja: - Forgács Péter |
| 1995      | Saturday Night Live        | Saturday Night Live                | önmaga / egyéb szereplők | 1 epizód                                                  |
| 1996      |                            | Draíocht                           | atya                     | tévéfilm (forgatókönyvíró)                                |
| 1997      |                            | Glenroe                            | Pat Barry                | 1 epizód                                                  |
| 1997      | A tömegpusztítás fegyverei | Weapons of Mass Distraction        | Lionel Powers            | - tévéfilm - magyar hangja: - Végvári Tamás               |
| 2000      |                            | Madigan Men                        | Ben Madigan              | - 12 epizód - vezető társproducer                         |
| 2008–2010 | In Treatment – A terapeuta | In Treatment                       | Dr. Paul Weston          | 106 epizód                                                |
| 2012      |                            | Secret State                       | Tom Dawkins              | minisorozat (4 epizód)                                    |
| 2013      | Vikingek                   | Vikings                            | Earl Haraldson           | - 6 epizód - magyar hangja: - Fodor Tamás                 |
| 2014      |                            | Quirke                             | Quirke                   | minisorozat (3 epizód)                                    |
| 2016      | Marco Polo                 | Marco Polo                         | X. Gergely pápa          | 1 epizód                                                  |
| 2018      | A mániákus                 | Maniac                             | Porter Milgrim           | minisorozat (5 epizód)                                    |
| 2019–2022 |                            | War of the Worlds                  | Bill Ward                | 24 epizód                                                 |
| 2020      | ZéróZéróZéró               | ZeroZeroZero                       | Edward Lynwood           | minisorozat (2 epizód)                                    |